# ذي يدوم (صنعاء)
ذي يدوم هي إحدى قرى الجمهورية اليمنية. تتبع جغرافيا لمحافظة صنعاء وإداريًا لمديرية الحصن. يبلغ تعداد سكانها 1402 نسمة حسب الإحصاء الذي أجري عام 2004.